# グリフィス・ジェンキンス
グリフィス・リチャード・ジェンキンス（Griffith Richard Jenkins、1834年 - 1870年12月13日）は、幕末に来日したイギリスの医師である。お雇い外国人の一人。

## 経歴・人物
ウェールズのカーディガンの生まれ。イギリス海軍の軍医補佐として活動し、1861年（文久元年）に来日した。その後はイギリス公使館（現在の駐日英国大使館）付きの医官および助手として活動し、1863年（文久3年）には横浜で初の病院を開業し内科医および外科医を担当する。
また後に同地で初の薬局開業および経営に携わるが、その際にはジェンキンスの後継者として同時期に来日したイギリス公使館付き医官を務めたウィリアム・ウィリスもその経営にあたった。また開業した年にはウィリスの実兄であるジョージ・ウィリスが上海で薬局の開業を計画したことを聞いたことで、その実現のためにウィリスと共に共同出資している。後にジェンキンスが務めていた病院の治療薬と領事監獄専用の治療薬が調合され、任期満了後に帰国した。